# Daniel R. Crissinger

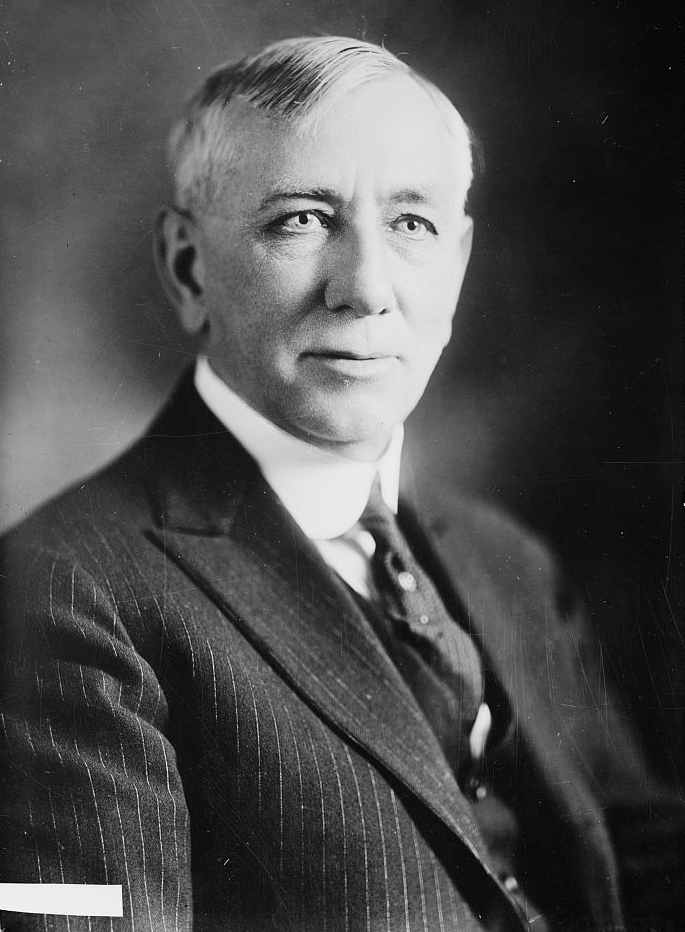
Daniel R. Crissinger

Daniel Richard Crissinger (* 10. Dezember 1860 im Marion County, Ohio; † 12. Juli 1942) war ein US-amerikanischer Finanzmanager, der zwischen 1923 und 1927 Gouverneur des Ausschusses des Federal Reserve Systems war.

## Leben
Crissinger begann nach dem Schulbesuch ein Studium der Rechtswissenschaften am Buchtel College, das er mit einem Bachelor of Laws (LL.B.) abschloss. Danach nahm er 1886 eine Tätigkeit als Rechtsanwalt in Marion auf und war im Anschluss von 1889 bis 1893 erst Ankläger (Prosecutor) sowie von 1893 bis 1899 Rechtsberater (City Solicitor) von Marion. Danach fungierte er zwischen 1899 und 1921 als Chefrechtsberater der Marion Steam Shovel Co. sowie als Mitglied des Aufsichtsrates der City National Bank of Marion, aus der später die National City Bank & Trust Co. wurde.
Am 1. Mai 1923 wurde Crissinger zum Gouverneur des Ausschusses des Federal Reserve System ernannt und damit zum Nachfolger von William Harding. Er bekleidete diesen Posten bis zu seinem Rücktritt am 1. September 1927, woraufhin Roy A. Young am 4. Oktober 1927 seine Nachfolge antrat. Während spätere Vorstandsvorsitzende ihren Fokus auf wirtschaftliches Wachstum setzten, hatte er einen traditionellen Ansatz hinsichtlich durch die Bereitstellung leichterer Kredite durch niedrige Zinsraten.